# Plutonium zwierleini
Plutonium zwierleini är en art av mångfotingar som beskrevs av Cavanna 1881. Den ingår i släktet Plutonium och familjen Cryptopidae.
Artens utbredningsområde omfattar Italien och Spanien.
Inga underarter finns listade i Catalogue of Life.